# سرخس الجرف
سرخس الجرف أو الوُدسية (الاسم العلمي:Woodsia) (بالإنجليزية: cliff fern)‏ هو جنس من السراخس يتبع فصيلة سراخس الجرف من رتبة السرخسيات.

## قائمة أنواع سرخس الجرف
يضم هذا الجنس من السراخس 45 نوعاً منها 5 أنواع مهجنة. 35 من هذه الأنواع تعيش في مناخ شمالي وأربعة في مناخ أمريكي مداري وبعضها في مناخ جنوبي أمريكي. يوجد عدة أنواع من جنس سرخس الجرف:
- سرخس الجرف الأبالاشي (الاسم العلمي: Woodsia appalachiana)
- سرخس الجرف الأخضر (الاسم العلمي: Woodsia viridis)
- سرخس الجرف الألبي (الاسم العلمي:Woodsia alpina )
- سرخس الجرف الأندرسوني (الاسم العلمي: Woodsia andersonii)
- سرخس الجرف الأنغولي (الاسم العلمي: Woodsia angolensis)
- سرخس الجرف الأوريغوني (الاسم العلمي: Woodsia oregana)
- سرخس الجرف الآسيوي (الاسم العلمي: Woodsia asiatica)
- سرخس الجرف الباهت (الاسم العلمي: Woodsia pallida)
- سرخس الجرف البراوني (الاسم العلمي: Woodsia brownii)
- سرخس الجرف الجميل (الاسم العلمي: Woodsia pulchella)
- سرخس الجرف الصخري (الاسم العلمي : Woodsia rupicola)
- سرخس الجرف الصيني (الاسم العلمي: Woodsia sinica)
- سرخس الجرف الطويل الأوراق (الاسم العلمي:Woodsia longifolia)
- سرخس الجرف الفيليبسي (الاسم العلمي: Woodsia phillipsii)
- سرخس الجرف القوقازي (الاسم العلمي: Woodsia caucasica)
- سرخس الجرف الكوشيزياني (الاسم العلمي: Woodsia cochisensis)
- سرخس الجرف اللين (الاسم العلمي: Woodsia mollis)
- سرخس الجرف الماكسوني (الاسم العلمي: Woodsia maxonii)
- سرخس الجرف المتطاول (الاسم العلمي: Woodsia elongata)
- سرخس الجرف المتغاير الأوراق (الاسم العلمي: Woodsia heterophylla)
- سرخس الجرف المتوسط (الاسم العلمي: Woodsia intermedia)
- سرخس الجرف المستدق (الاسم العلمي: Woodsia acuminata)
- سرخس الجرف المكسيكي (الاسم العلمي: Woodsia mexicana)
- سرخس الجرف الهانكوكي (الاسم العلمي: Woodsia hancockii)
- سرخس الجرف الهيمالاياني (الاسم العلمي: Woodsia himalaica)